# Tona-Gura!
Tona-Gura! ( となグラ! ? ) es el título de una de ficción japonesa de comedia y romance creada por Hidetaka Kakei, centrada en torno a cuatro amigos de la infancia y la relación romántica entre dos de ellos. El nombre de la serie es una abreviatura de となり暮らし,グラフティ (Vivir al lado, graffiti).
Tona-Gura! originalmente comenzó como un manga y fue publicado el 13 de diciembre de 2004. El anime se basa en este manga y fue estrenado el 8 de julio de 2006.

## Argumento
Las hermanas Arisaka (Hatsune y Kazuki) y los hermanos Kagura (Yuuji y Marie) vivían al lado cuando eran más pequeños. Tan cerca que podían subirse a terrazas de los demás desde el segundo piso. Ellos siempre jugaron juntos hasta que un día los hermanos Kagura tuvieron que mudarse.
Ya han pasado 10 años y los hermanos Kagura se han mudado nuevamente en frente. Yuuji se ha convertido en un pervertido y Marie no es la llorona que solía ser.

## Personajes

### Principales
Kazuki Arisaka ( 有坂香月 Arisaka Kazuki ? )
Seiyū: Akemi Kanda
Una adolescente que estaba enamorada de Yuji Kagura cuando eran niños, pero su imagen idealizada es destrozada cuando ella se reúne con él y descubre que se ha convertido en un lascivo y odioso pervertido. Ella lucha para hacer frente a sus sentimientos en conflicto hacia él a lo largo de la serie. Sus actividades incluyen ser miembro del club de natación de la escuela. A veces cocina, pero añade ingredientes que hacen de los alimentos inocuos desastres culinarios. Con el tiempo se da cuenta de que ella todavía le gusta él a pesar de sus defectos.
Yuji Kagura ( 神楽勇治 Kagura Yuji ? )
Seiyū: Hiroyuki Yoshino
Vecino de al lado de Kazuki que vuelve al principio de la historia. Él fue una vez un chico dulce e inocente de quien Kazuki se enamoró hace diez años, pero se revela como un hombre abiertamente lujurioso y molesto. Se encuentra regularmente en situaciones donde Kazuki está a medio-vestir, constantemente tiene fantasías lascivas, y a veces termina tocando inapropiadamente niñas. Él, por consiguiente, es castigado por su hermana y por Kazuki. A pesar de ello, expone un lado especial que hace que Kazuki se pregunte si él es un buen tipo, después de todo. Se revela que él ha sido así, incluso cuando era un niño, aunque Kazuki no recuerde esa parte. Se sugiere que él está enamorado de Kazuki, después de haber dirigido la mayor parte de sus acciones perversas hacia ella. Más adelante en la historia, se revela que aspira a convertirse en un fotógrafo profesional y trabaja como pasante.

### Familia Arisaka
Hatsune Arisaka ( 有坂初音 Arisaka Hatsune ? )
Seiyū: Sayaka Ohara
La hermana mayor de Kazuki, que está constantemente tratando de Kazuki y Yuji estén juntos y, sin darse cuenta (y deliberadamente), los pone en situaciones embarazosas y lascivas. Hay algunos indicios de que ella considera los contratiempos (y los argumentos) divertidos. Hatsune es buena en todo lo que hace, desde la cocina hasta los deportes. Se la considera de gran belleza, luciendo una figura muy curvilínea y pechos bien dotados. A diferencia de Kazuki, a Hatsune no le molesta los actos pervertidos de Yuji e incluso lo deja encaprichar con sus pechos solamente para molestar a su hermana. Hatsune realiza cosplays en la casa y puede, de vez en cuando, ser bastante aterradora para las personas a su alrededor. A diferencia de su hermana menor y Marie, Hatsune no le tiene miedo a los insectos o cualquier otra cosa. Es explícito que la verdadera debilidad de Hatsune es preocuparse por la salud de su hermana. Cuando Kazuki cayó enferma con un resfriado, Hatsune se convirtió, cómicamente, en una persona descoordinada e incapaz cada vez que oía Kazuki estornudando. De vez en cuando (y sarcásticamente) parece tener una atracción hacia su hermana menor.
La madre de Kazuki ( 香月のお母さん Kazuki no okasan ? )
Seiyū: Eri Nakao
Madre de Katsuki y Hatsune.
Arisaka-san ( 有坂さん? )
Seiyū: Kenta Miyake
Padre de Hatsune y Kazuki. Es profesor de antropología cultural.

### Familia Kagura
Marie Kagura ( 神楽まりえ Kagura Marie ? )
Seiyū: Erino Hazuki
La hermana menor de Yuuji. Kazuki le describe como una llorona cuando era más joven. Ahora que ha crecido no es la llorona que solía ser. Ahora se la puede encontrar castigando a su hermano mayor con armas ocultas en su osito de peluche y sus otras marionetas, cuando él está actuando vulgar. Aunque ella le dispara sin dudarlo ni un momento, se preocupa mucho por su hermano mayor y se siente sola sin él, lo que sugiere que podría tener un complejo de hermano. Esto se nota más fuerte después, cuando se pone celosa de Yuuji y de su relación con Kazuki. Marie tiene un miedo mortal a los gatos e insectos. Ella es capaz de ahuyentar a los insectos pero se queda casi paralizada por la presencia de los gatos, a pesar de que éstos se sienten atraídos por ella.
Kagura-san ( 神楽さん? )
Seiyū: Keiji Fujiwara
Padre de Marie y Yuji. Le dice a Marie que dispare a su hermano con balas de pintura cada vez que haga algo indecente. Al parecer, él es un cazador, aunque esto es cuestionable. Se ha dicho que en el anime que él es un fotógrafo de prensa y que toma como trabajo extra ser cazador de tesoros. Marie y Yuuji dan por hecho que su trabajo de cazador de tesoros él siempre lo sintió más como su ocupación principal, ya que causó que la familia se reubicara una y otra vez, cada vez que Kagura-san se aburría de un sitio y comenzaba a buscar el siguiente.

### Escuela
Chihaya Suzuhara ( 鈴原ちはや Suzuhara Chihaya ? )
Seiyū: Misaki Sekiyama
Amiga de Kazuki que al parecer le gusta espiar a la gente. Ella habla con un dialecto de Kansai y es mucho más receptiva a la naturaleza obscena de Yuuji que Kazuki, alegando que "todos los niños son así". También no se opone a ser el objeto de su atención e incluso le resta importancia el mostrar la ropa interior. En un momento ella le dice Kazuki que si ella no quería Yuji, se lo llevaría en su lugar. Si bien ella estaba bromeando, esto causó que Kazuki se deprimiese, sobre todo viendo lo bien que los dos se llevaban. Chihaya le dice Kazuki que si ella le dijese que no estaba interesada en Yuji, sería una mentira pero la anima a hacer las paces con Yuji antes de que le fuera robado.
Nina Isokawa ( 磯川ニーナ Isokawa Niina ? )
Seiyū: Ayumi Tsuji
Nina es una chica de pelo rubio que va a la misma clase que Marie. Ella tiene una madre americana, un padre japonés y una gran cantidad de energía. Es muy voluptuosa para su corta edad y es físicamente muy activa y muy amable, capturando rápidamente para sí misma a Marie a disgusto inicial de esta última. En el manga ella está enamorada de Yuji (quien se debate entre su diferencia y su amplio busto) y a menudo se refiere a él como Onii-chan.
Kōsuke Machida ( 町田洸介 Machida Kōsuke ? )
Seiyū: Shinji Kawada presidente de la clase de Yuji.
Miu Serizawa ( 芹沢美宇 Serizawa Miu ? )
Seiyū: Shizuka Itō
vicepresidente de la clase de Yuji. Ella usa cualquiera y todas las excusas para golpear el presidente de la clase. Incluso lo golpeó en la entrepierna.

## Manga
1. 13 de diciembre de 2004 - ISBN 978-4-86176-054-9
2. 13 de junio de 2005 - ISBN 978-4-86176-159-1
3. 15 de enero de 2006 - ISBN 978-4-86176-266-6
4. 15 de julio de 2006 - ISBN 978-4-86176-311-3
5. 15 de enero de 2007 - ISBN 978-4-86176-364-9
6. 15 de septiembre de 2007 - ISBN 978-4-86176-429-5
7. 15 de marzo de 2008 - ISBN 978-4-86176-498-1
8. 13 de octubre de 2008 - ISBN 978-4-86176-574-2
9. 14 de junio de 2009 - ISBN 978-4-86176-673-2
10. 13 de diciembre de 2009 - ISBN 978-4-86176-739-5
11. 15 de julio de 2010 - ISBN 978-4-86176-776-0
12. 13 de diciembre de 2010 - ISBN 978-4-86176-806-4
13. 15 de julio de 2011 - ISBN 978-4-86176-853-8

## Anime

### Episodios
| #  | Título | Airdate Original         |
| -- | --- | ------------------------ |
| 1  | "A Love 30 cm no correspondido" "30senchi no Kataomoi" (30センチの片思い) | 8 de julio de 2006       |
|    | Kazuki está a la espera del regreso de sus antiguos amigos y vecinos, sólo para ser sorprendido y consternado al ver lo que se han convertido en los últimos años desde la última juntos. |                          |
| 2  | "Distante Kazuki y el delantal de la tentación" "tsuntsun Kazuki a Yuwaku Epuron" (ツンツン香月と誘惑エプロン) | 15 de julio de 2006      |
|    | Con los padres de ambas familias atrapados en una isla sudamericana por un tiempo indeterminado, que piden a sus hijos a cuidar el uno del otro. Kazuki se niega a admitir la Yuuji-mente sucia en la casa, a menos que se las arregla para pasar todo el día sin hacer nada indecente, por lo que tienen una competencia. |                          |
| 3  | "Smart Yuuji Y Asustado Kazuki" "Kiritto Yuji ni dokkiri Kazuki" (キリッと勇治にドッキリ香月) | 22 de julio de 2006      |
|    | Es el primer día en la escuela de Kazuki tanto para Yuuji y Marie. Mientras que Marie se ha quedado atascado en la misma clase con la Nina hiperactiva y demasiado amable, Yuuji logra ganar una gran multitud de niñas, poniendo en su hermoso rostro. Kazuki se pone celoso y triste al ver la popularidad de Yuuji, dejándolo en la escuela cuando se va a casa. Para su sorpresa, esto le redes de una denuncia de Yuuji, que quería regresar a casa con ella, no su adorando nuevos compañeros de clase.                                                          |                          |
| 4  | "Nya ~" "Nya ~" (にゃあ~) | 29 de julio de 2006      |
|    | Nina, quien considera a Marie un buen amigo, la persigue sin descanso y sin darse cuenta de que esto está causando el introvertido Marie considerable angustia. Sólo cuando Nina Marie salva de su peor temor y se encuentra directamente por Yuuji hace que empezar a entender Marie y sentar las bases de una relación que no es tan unilateral. |                          |
| 5  | "Vamos a romper Up !!" "Zekko surukara !!" (ゼッコーするからっ!!) | 5 de agosto de 2006      |
|    | Kazuki experimenta celos y la inseguridad cuando resulta Chihaya y Yuuji comparten intereses comunes y se están convirtiendo en amigos cercanos. Una visita por Chihaya a la casa de Kazuki se vuelve amarga cuando Yuuji tiene una sesión de fotos y Kazuki se siente como una quinta rueda, lo que la hizo arremeter con furia ante él y Chihaya, causando Yuuji a responder de la misma y dejando su amistad aparentemente en ruinas, para consternación de Chihaya.                                                                                                |                          |
| 6  | "Abrazando la princesa?" "Ohimesama Dakko?" (お姫様だっこ?) | 12 de agosto de 2006     |
|    | Después de Kazuki y Yuuji a romper hasta que ambos se sienten deprimidas y Chihaya toma a sí misma que vuelvan juntos. |                          |
| 7  | "Más Fuerte ☆ Invincible mi hermana" "Saikyō ☆ Muteki mai sisutā" (最強☆無敵マイシスター) | 19 de agosto de 2006     |
|    | Después de otro ataque pervertido por Yuuji por la mañana con un poco de ayuda por Hatsune, Marie decide que va a descubrir la debilidad de Hatsune para que ella no será capaz de detenerla de castigar a su hermano. Pero parece que Hatsune no tiene una debilidad. Más tarde Kazuki descubre que Hatsune tiene fiebre y se desplomó. Kazuki piensa que es porque ella misma con exceso de trabajo en el cuidado de ella y la familia, así que ella decide hacerse cargo de Hatsune y el hogar para que su hermana puede llegar bien y hacer lo que la haría feliz. |                          |
| 8  | "Kazuki x Hatsune Natación Confrontación" "Kazuki x Hatsune suiei taiketsu" (香月×初音水泳対決!) | 26 de agosto de 2006     |
|    | Kazuki bate el récord de su hermana en la natación, lo que le pone un reto a su hermana para la próxima competición de natación. A lo largo del episodio Hatsune intenta desalentar Kazuki mentalmente infligir daño a Kazuki, aunque la razón de Hatsune de esto es porque ella quiere Kazuki a tomar esto en serio. A medida que el episodio viene a cerrar la pregunta sigue siendo: ¿Quién ganará la carrera seria entre las hermanas amorosos?. |                          |
| 9  | "Tal vez, los celos?" "Moshikashite, Yakimochi?" (もしかして,ヤキモチ?) | 2 de septiembre de 2006  |
|    | Yuuji consigue dijo que Kazuki era popular entre los chicos en la escuela media y se propuso por muchos, pero negó todo por un amor desconocido de la de ella. Yuuji cree que es el nuevo profesor, que ella y Chihaya sabe, lo que hace que empiece a sentir celos. |                          |
| 10 | "Es un Bikini? Reunamonoss!" "dayo BIKINI? Zenin shugo" (ビキニだよ?全員集合) | 9 de septiembre de 2006  |
|    | El profesor decide llevar al grupo a la playa, donde Kazuki utiliza un doble rasero a culpar a Yuuji por los errores, cuando podrían fácilmente han sido atribuidos a la maestra. Las cosas entre Yuuji y Kazuki empeoran, como Kazuki mantener poniendo Yuuji abajo y mantiene comparándolo con el maestro. |                          |
| 11 | "Yukata, juegos artificiales y una correa de sandalia rota" "Yukata en Hanabi a hanao kireta" (浴衣と花火と切れた鼻緒) | 16 de septiembre de 2006 |
|    | El grupo va a un festival, donde otra ocurrencia que sucede entre Yuuji, Kazuki y el maestro. ¿Es la calma después de la tormenta viene pronto o no? |                          |
| 12 | "Carta a Yuuji y recuerdos de hace diez años" "Yuji e no tegami a Junen mae no kioku" (勇治への手紙と十年前の記憶) | 23 de septiembre de 2006 |
|    | Yuuji detiene su acción lasciva y perversa hacia todas las mujeres. Pero haciendo esto le llevó a actuar deprimido y cansado, mientras que los amigos de Yuuji tratan de averiguar por qué está haciendo esto, Kazuki imagina que puede ser por ella que Yuuji se convirtió de esta manera. Aunque originalmente Kazuki le gusta el "viejo" Yuuji espalda, ella recuerda que el "viejo" Yuuji es más similar a la actual Yuuji. Así Kazuki trata de recordar lo que escribió a Yuuji en la carta hace 10 años y, finalmente, llega a una conclusión.                   |                          |
| 13 | "La Veranda y un avión de papel" "MIRADOR a hikōki kami" (ベランダと紙ひこーき) | 30 de septiembre de 2006 |
|    | Yuuji tiene que moverse de nuevo. Después de descubrir lo que Yuuji era realmente como en el pasado - y lo que ella misma era entonces - ¿qué Kazuki hacer? |                          |

### Banda sonora
- Tema de Apertura: "DRAMATIC☆GIRLY" por Akemi Kanda, Sayaka Ohara, Erino Hazuki, Misaki Sekiyama y Ayumi Tsuji.

- Temas de Clausura:
  - "Aitai Kimochi Kara ~Placid Time~" por Akemi Kanda y Sayaka Ohara (episodios 1-12).
  - "Oh My Darling" por Akemi Kanda (episodio 13).